# The Black Sabbath Story Volume 1
The Black Sabbath Story Volume 1 är ett musikvideoalbum av Black Sabbath som är inspelat 1970-1978.

## Innehåll
1. N.I.B.
2. Paranoid
3. War pigs
4. Children of the grave
5. Snowblind
6. Sabbath bloody sabbath
7. Symptom of the universe
8. It's alright ( Bill Ward sång)
9. Rock and roll doctor
10. Never say die
11. A hard road
12. Extra